# Hipismo nos Jogos Olímpicos de Verão de 2024
As competições de hipismo nos Jogos Olímpicos de Verão de 2024 em Paris, na França acontecerem entre 27 de julho e 6 de agosto no Palácio de Versalhes com a participação de 200 ginetes em três modalidades para competições individuais e de equipe: adestramento, CCE e saltos.

## Qualificação
As 200 vagas para o hipismo foram divididas entre as três modalidades do esporte (75 para os saltos, 65 para o CCE e 60 para o adestramento). As equipes em cada disciplina consistem em três pares de cavalos e cavaleiros; qualquer Comitê Olímpico Nacional (CON) que qualificou uma equipe (20 equipes para os saltos, 16 para o CCE e 15 para o adestramento) também recebeu três inscrições nas respectivas competições individuais. Os CONs que não se qualificaram poderiam ganhar uma vaga individual no adestramento e saltos, e até duas vagas individuais no CCE, totalizando 15 inscrições nos saltos e adestramento e 17 no CCE. As equipes se qualificam principalmente por meio de competições específicas (Jogos Equestres Mundiais e torneios continentais), enquanto os ginetes individuais se classificaram por meio do ranking mundial. A nação sede, França, reservou automaticamente uma vaga por equipes em cada disciplina.

## Formato

### Adestramento
A competição do adestramento começa com o Grand Prix, que serve como qualificatórias para as competições individuais e por equipe. Os ginetes são sorteados em seis eliminatórias de dez competidores cada, com as primeiras três eliminatórias agendadas para o primeiro dia e as três eliminatórias restantes realizadas no segundo dia. As eliminatórias são sorteadas de uma maneira que nenhum ginete por CON possa estar na mesma eliminatória. Após a conclusão da fase do Grand Prix, os placares das equipes são decididos pela soma dos placares individuais dos membros da equipe. As oito equipes melhores classificadas qualificam à final por equipes (Grand Prix Special), enquanto os dois melhores competidores individuais de cada eliminatória, adicionados dos seis melhores ranqueados, qualificam à final individual (Grand Prix Freestyle).
O Grand Prix Special, que é utilizado para definição das medalhas por equipes, é um teste um pouco mais rigoroso de adestramento com ênfase em transições de dificuldade. O evento é realizado com uma música da escolha do atleta, a qual, todavia, não é julgada. Como o placar é zerado após o Grand Prix, as medalhas por equipes são determinadas com base apenas nos placares conquistados no Grand Prix Special. Os CONs que competem na final têm permissão de substituir um atleta entre o Grand Prix e até duas horas antes do Grand Prix Special.
O Grand Prix Freestyle é aberto para 18 competidores e é utilizado para decidir as medalhas individuais. Cada ginete desenvolve seu próprio teste para o estilo livre, que deve ser realizado com música e deve ter 16 movimentos compulsórios. Os ginetes podem realizar um teste da força de seus cavalos, além de incorporar movimentos que são mais difíceis do que os requeridos para o Gran Prix ou para o Special (como a pirueta no piaffe ou alterações de voo em linha curva) para aumentar seus placares. As medalhas individuais são entregues baseadas nos placares do Freestyle.

### CCE

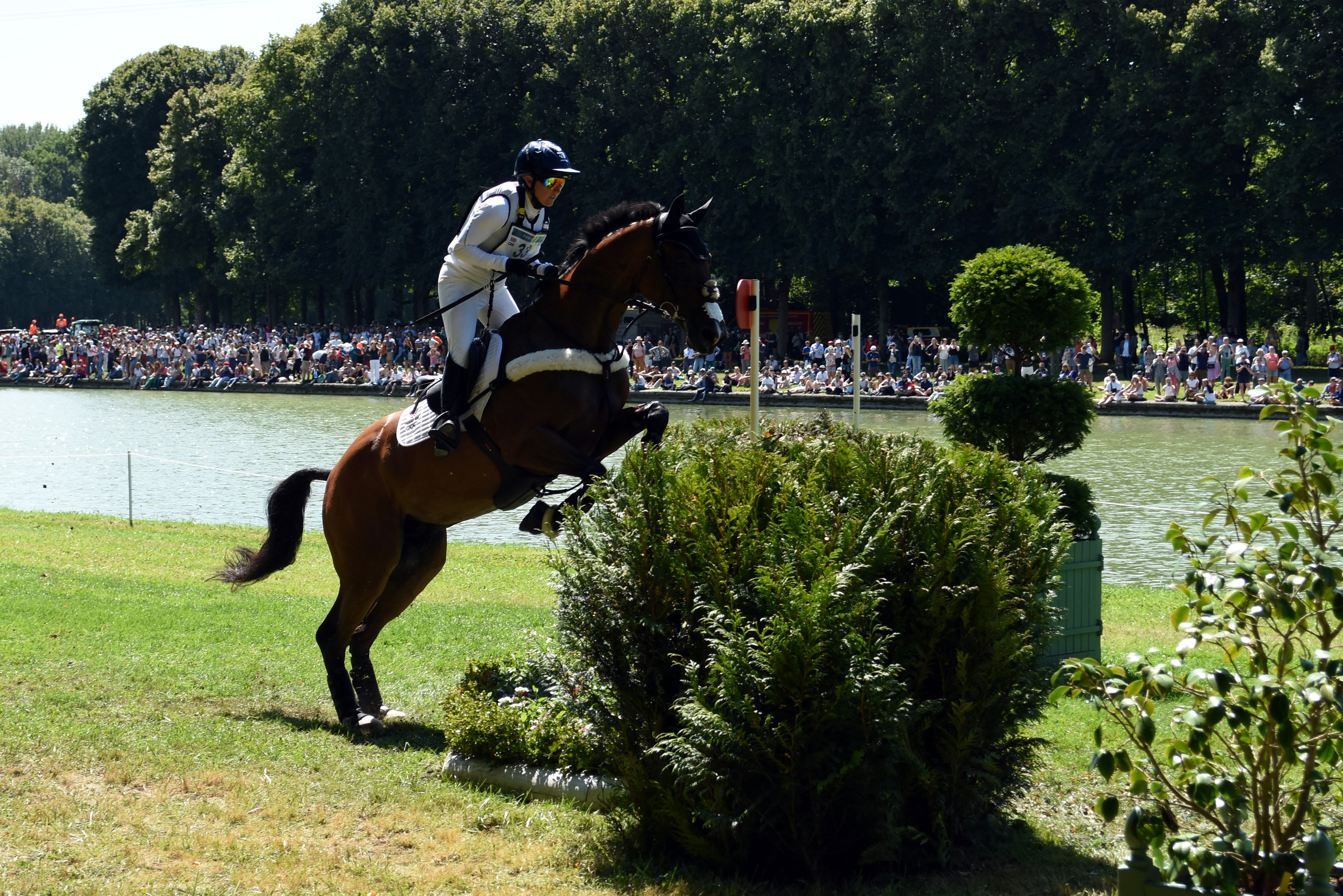
Laura Collett, montando London 52, passa por um obstáculo na fase de cross-country do CCE

As competições individuais e por equipe ocorrem de maneira concomitante. Cada competidor, guiando o mesmo cavalo, realiza um teste no adestramento, uma fase no cross-country e uma rodada de saltos. As medalhas por equipes são entregues após a somatória dos placares dos membros das equipes para as três fases. A equipe com o menor número de pontos perdidos conquista o ouro. Os 25 melhores ginetes individuais após a primeira rodada de saltos realizam uma segunda e última rodada para a definir as medalhas individuais. Portanto, aqueles que competem para a conquista individual realizam um teste de adestramento, uma rodada de cross-country e duas rodadas de saltos.
Ginetes que, por diversas razões, falhem em começar ou terminar qualquer uma das fases são eliminados da competição individual. As equipes com  competidores eliminados recebem pontuações de penalidade: 100 pontos para cada ginete eliminado durante o adestramento ou saltos e 200 pontos para cada ginete eliminado no cross-country. Enquanto eles são excluídos do evento individual, os competidores eliminados podem continuar a competir nas fases seguintes para suas equipes, a não ser que tenham sido eliminados por claudicação, queda do cavalo, abuso do cavalo ou desqualificados. As equipes podem trazer um reserva para a competição em qualquer momento. Nesse caso, a equipe recebe 20 pontos de penalidade.

### Saltos
As competições individual e por equipes ocorrem separadamente. As equipes competem primeiro e leva dois dias de competição. O primeiro dia serve como qualificação, sendo aberto a um total de 20 equipes. Ao fim da qualificação, as equipes recebem sua classificação pela soma das penalidades dos três membros. Atletas que desistirem, forem eliminados ou se retirarem da competição não recebem pontuação. As equipes com um dos ginetes nessa situação são classificadas de acordo com as penalidades combinadas dos dois competidores que concluíram a competição. As equipes em que todos os três ginetes completaram sem serem eliminados ou desistirem são classificadas antes das equipes com apenas dois ginetes na mesma situação. As equipes com dois ginetes que desistirem, forem retirados ou eliminados são eliminadas. As 10 melhores equipes baseadas no resultado da qualificação avançam à final. Em caso de empate para a última vaga de qualificação, as equipes são separadas pelo tempo combinado dos três membros. A final por equipes é realizada em um circuito diferente. As equipes são novamente classificadas com base no total acumulado de pontos perdidos dos seus membros. Se duas ou mais equipes estiverem empatadas em posição de medalha, a questão é resolvida com um desempate (jump-off).
O primeiro dia das disputas individuais serve como qualificação, com 75 competidores programados para competir. Cada ginete disputa o mesmo circuito, com 12 a 14 obstáculos numerados. Os ginetes são classificados de acordo com o total acumulado de pontos perdidos, e os 30 melhores avançam à final individual. Em caso de um empate pela última vaga de qualificação, os competidores são separados pelo tempo da corrida. A final individual é realizada em um circuito diferente que inclui de 12 a 15 obstáculos numerados. Os competidores são, novamente, classificados com base na quantidade de pontos perdidos. Se dois ou mais ginetes estiverem empatados na posição por uma medalha, a questão é resolvida com um jump-off.

## Calendário
As competições de hipismo foram realizados ao longo de onze dias, iniciando com a fase de adestramento do CCE em 27 de julho e finalizando com a final individual dos saltos em 6 de agosto.
| P | Preliminares | F | Final |

| DataEvento               | Sáb 27 jul | Dom 28 jul | Seg 29 jul | Ter 30 jul | Qua 31 jul | Qui 1 ago | Sex 2 ago | Sáb 3 ago | Dom 4 ago | Seg 5 ago | Ter 6 ago |
| ------------------------ | ---------- | ---------- | ---------- | ---------- | ---------- | --------- | --------- | --------- | --------- | --------- | --------- |
| Adestramento individual  |            |            |            | P (GP1)    | P (GP2)    |           |           |           | F (GPF)   |           |           |
| Adestramento por equipes |            |            |            | P (GP1)    | P (GP2)    |           |           | F (GPS)   |           |           |           |
| CCE individual           | P (A)      | P (C)      | F (S)      |            |            |           |           |           |           |           |           |
| CCE por equipes          | P (A)      | P (C)      | F (S)      |            |            |           |           |           |           |           |           |
| Saltos individual        |            |            |            |            |            |           |           |           |           | P         | F         |
| Saltos por equipes       |            |            |            |            |            | P         | F         |           |           |           |           |

## Nações participantes
Ao todo, 49 CONs enviaram seus ginetes qualificados. Entre parênteses encontra-se representada a quantidade de competidores.
- RSA África do Sul (1)
- GER Alemanha (9)
- KSA Arábia Saudita (3)
- ARG Argentina (1)
- AUS Austrália (9)
- AUT Áustria (8)
- BEL Bélgica (9)
- BRA Brasil (7)
- CAN Canadá (9)
- CHI Chile (1)
- CZE Chéquia (2)
- CHN China (2)
- COL Colômbia (1)
- KOR Coreia do Sul (1)
- DEN Dinamarca (5)
- EGY Egito (1)
- UAE Emirados Árabes Unidos (3)
- ECU Equador (3)
- ESP Espanha (8)
- USA Estados Unidos (9)
- EST Estônia (1)
- FIN Finlândia (5)
- FRA França (9)
- GBR Grã-Bretanha (9)
- GRE Grécia (1)
- HUN Hungria (1)
- IND Índia (1)
- IRL Irlanda (7)
- ISR Israel (3)
- ITA Itália (4)
- JPN Japão (6)
- LAT Letônia (1)
- LTU Lituânia (2)
- LUX Luxemburgo (1)
- MAR Marrocos (2)
- MEX México (3)
- MDA Moldávia (1)
- NOR Noruega (2)
- NZL Nova Zelândia (4)
- NED Países Baixos (9)
- POL Polônia (9)
- POR Portugal (5)
- DOM República Dominicana (1)
- SGP Singapura (1)
- SYR Síria (1)
- SWE Suécia (9)
- SUI Suíça (7)
- THA Tailândia (1)
- VEN Venezuela (2)

## Medalhistas
| Evento                            | Ouro                                                                                                   | Prata | Bronze |
| --------------------------------- | --- | --- | --- |
| Adestramento individual detalhes  | Jessica von Bredow-Werndl (TSF Dalera) GER Alemanha                                                    | Isabell Werth (Wendy) GER Alemanha                                                                                   | Charlotte Fry (Glamourdale) GBR Grã-Bretanha                                                                                           |
| Adestramento por equipes detalhes | Jessica von Bredow-Werndl (TSF Dalera) Frederic Wandres (Bluetooth) Isabell Werth (Wendy) GER Alemanha | Daniel Bachmann Andersen (Vayron) Nanna Merrald Rasmussen (Zepter) Cathrine Laudrup-Dufour (Freestyle) DEN Dinamarca | Charlotte Fry (Glamourdale) Carl Hester (Fame) Becky Moody (Jagerbomb) GBR Grã-Bretanha                                                |
| CCE individual detalhes           | Michael Jung (Chipmunk FRH) GER Alemanha                                                               | Chris Burton (Shadow Man) AUS Austrália                                                                              | Laura Collett (London 52) GBR Grã-Bretanha                                                                                             |
| CCE por equipes detalhes          | Rosalind Canter (Lordships Graffalo) Laura Collett (London 52) Tom McEwen (JD Dublin) GBR Grã-Bretanha | Karim Laghouag (Triton Fontaine) Stéphane Landois (Chaman Dumontceau) Nicolas Touzaint (Diabolo Menthe) FRA França   | Ryuzo Kitajima (Cekatinka) Yoshiaki Oiwa (MGH Grafton Street) Toshiyuki Tanaka (Jefferson) Kazuma Tomoto (Vinci De La Vigne) JPN Japão |
| Saltos individual detalhes        | Christian Kukuk (Checker 47) GER Alemanha                                                              | Steve Guerdat (Dynamix de Belheme) SUI Suíça                                                                         | Maikel van der Vleuten (Beauville Z) NED Países Baixos                                                                                 |
| Saltos por equipes detalhes       | Scott Brash (Jefferson) Harry Charles (Romeo 88) Ben Maher (Dallas Vegas Batilly) GBR Grã-Bretanha     | Karl Cook (Caracole de la Roque) Laura Kraut (Baloutinue) McLain Ward (Ilex) USA Estados Unidos                      | Simon Delestre (I Alemusina R 51) Julien Epaillard (Dubai du Cèdre) Olivier Perreau (Dorai D'Aiguilly) FRA França                      |

## Quadro de medalhas
| Ordem | País               | Medalha de ouro | Medalha de prata | Medalha de bronze |    | Ordem por total |
| ----- | ------------------ | --------------- | ---------------- | ----------------- | -- | --------------- |
| 1     | GER Alemanha       | 4               | 1                |                   | 5  | 1               |
| 2     | GBR Grã-Bretanha   | 2               |                  | 3                 | 5  | 1               |
| 3     | FRA França         |                 | 1                | 1                 | 2  | 3               |
| 4     | AUS Austrália      |                 | 1                |                   | 1  | 4               |
|       | DEN Dinamarca      |                 | 1                |                   | 1  | 4               |
|       | USA Estados Unidos |                 | 1                |                   | 1  | 4               |
|       | SUI Suíça          |                 | 1                |                   | 1  | 4               |
| 8     | JPN Japão          |                 |                  | 1                 | 1  | 4               |
|       | NED Países Baixos  |                 |                  | 1                 | 1  | 4               |
| TOTAL | TOTAL              | 6               | 6                | 6                 | 18 | —               |